# Dash Mihok
Dashiell "Dash" Mihok (nascido em 24 de maio de 1974, em Nova York) é um ator norte-americano, que iniciou sua carreira em 1993.

## Biografia
Mihok nasceu em New York City, estado de New York, filho de atores, e estudou na Bronx High School of Science. Ele foi educado no Greenwich Village. O ator é mais conhecido por atuar em papéis de apoio em filmes como Romeo + Juliet, O Dia Depois de Amanhã, Mar em Fúria e Além da Linha Vermelha. Ele também pode ser visto no videoclipe da canção "So Pure", de sua ex-namorada Alanis Morissette.
Mihok possui síndrome de Tourette.

## Filmografia
| Ano  | Filme                    | Papel                    |
| ---- | ------------------------ | ------------------------ |
| 1996 | Foxfire                  | Dana Taylor              |
| 1996 | Sleepers                 | K.C.                     |
| 1996 | Romeo + Juliet           | Benvolio                 |
| 1998 | The Thin Red Line        | Private First Class Doll |
| 1999 | Whiteboyz                | James                    |
| 2000 | The Perfect Storm        | Sgt. Jeremy Mitchell     |
| 2002 | Dark Blue                | Gary Sidwell             |
| 2002 | Johnny Flynton           | Johnny Flynton           |
| 2002 | The Guru                 | Rusty McGee              |
| 2003 | Basic                    | Mueller                  |
| 2004 | Connie and Carla         | Mikey                    |
| 2004 | The Day After Tomorrow   | Jason Evans              |
| 2004 | Mojave (ou Death Valley) | Dom                      |
| 2004 | Hustle (para televisão)  | Paul Janszen             |
| 2005 | Kiss Kiss Bang Bang      | Sr. Frying Pan           |
| 2006 | Hollywoodland            | Jack Peterson            |
| 2006 | 10th & Wolf              | Fredy                    |
| 2007 | Firehouse Dog            | Trey Falcon              |
| 2007 | Loveless in Los Angeles  | Dave Randall             |
| 2007 | I Am Legend              | Alpha Male               |
| 2008 | Punisher: War Zone       | Detetive Martin Soap     |
| 2009 | Lifted                   | Sr. Matthews             |
| 2011 | On the Inside            | Carl Tarses              |
| 2011 | Trespass                 | Ty                       |
| 2012 | Greetings from Home      | Pete                     |
| 2012 | Silver Linings Playbook  | Agente Keogh             |
| 2022 | Deep Water               | Arthur                   |